# クマシデ
クマシデ（熊四手、学名: Carpinus japonica ）は、カバノキ科クマシデ属の落葉高木。山地の沢沿いなどに生える。別名はカタシデ、オオクマシデ。

## 特徴
日本（本州（青森県小川原湖周辺以南）・四国・九州）の日当たりのよい山地に自生する。
落葉広葉樹の高木で、その高さは10 - 15メートル (m) ほどになる。樹皮は黒褐色で、成木では縦に裂け、のちに老木になると薄く剥がれてくる。サワシバ（学名: Carpinus cordata var. cordata）に全体に似ているが、樹皮はより色味が強い。一年枝は最初毛があるが、のちに無毛になる。
花期は4月。雌雄異花。小苞（しょうほう）が重なり合った花穂の形が独特である。10-11月に長さ4〜5cmの果実を付ける。果穂は円筒形で、果苞多数つき、冬でも枝に残る。
冬芽は長楕円形の鱗芽で、緑色を帯び芽鱗は多数つく。枝先には仮頂芽をつけ、側芽が枝に互生する。葉痕は半円形や楕円形で、維管束痕は小さく多数ある。
また、材は堅いため、家具材・建築材・農具の柄などに用いられる。
- 樹皮
- 葉
- 花穂
- 秋の果穂